# Campo Bom (kommun)
Campo Bom är en kommun i Brasilien.   Den ligger i delstaten Rio Grande do Sul, i den södra delen av landet, 1 600 km söder om huvudstaden Brasília. Antalet invånare är 60 081.
Följande samhällen finns i Campo Bom:
- Campo Bom

I omgivningarna runt Campo Bom växer i huvudsak städsegrön lövskog. Runt Campo Bom är det mycket tätbefolkat, med 1 177 invånare per kvadratkilometer.